# Siegfried von Feuchtwangen

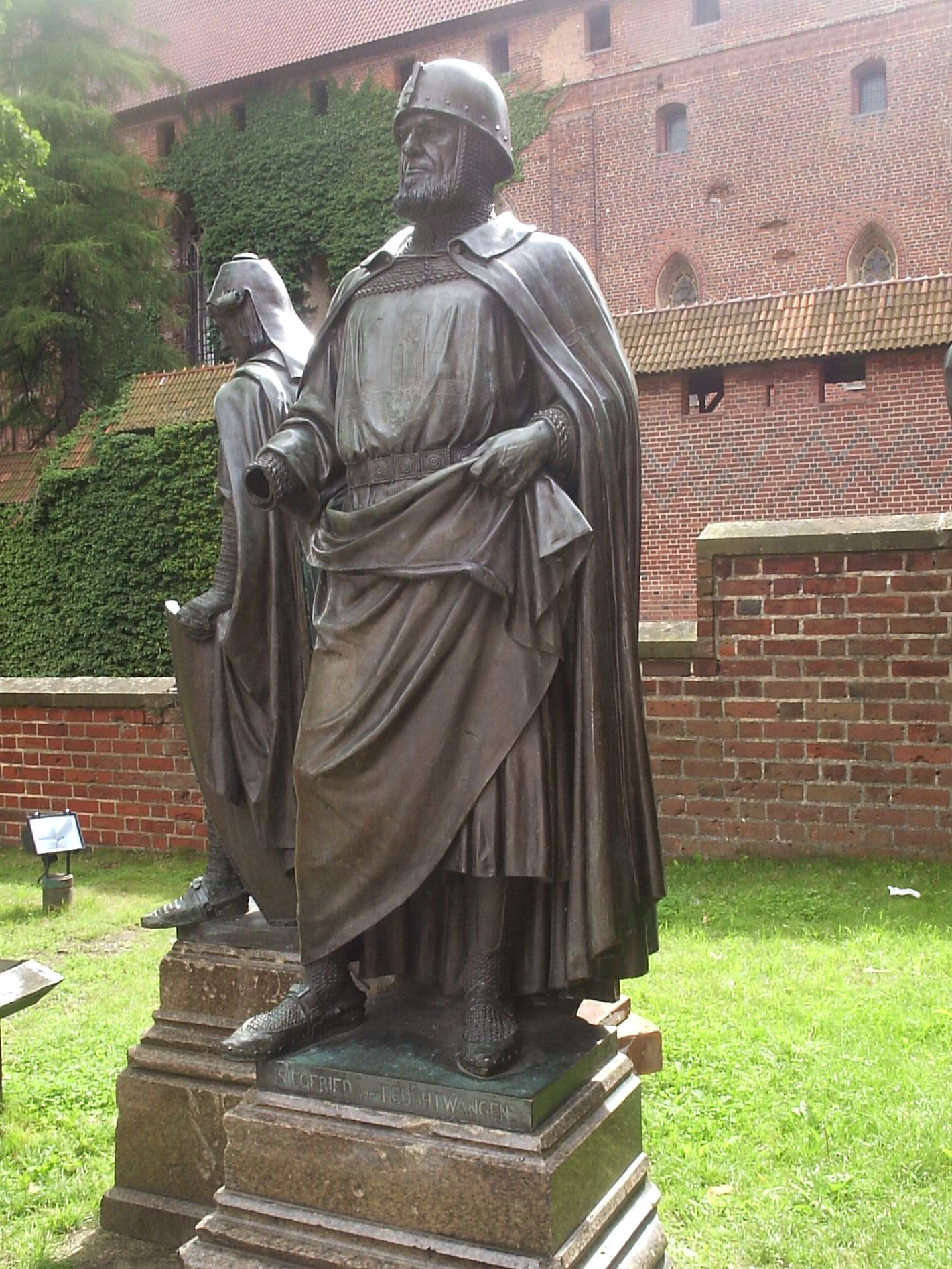
Siegfried von Feuchtwangen szobra a Máriavár kertjében

Siegfried von Feuchtwangen (Feuchtwangen, 13. század – Malbork, 1311. március 5.) a Német Lovagrend 15. nagymestere.
Frankföldről (Baden-Württemberg) származott. Elődje Gottfried von Hohenlohe. Rokona Konrad von Feuchtwangen 1291-től 1296-ig volt rendi mester.

## Élete
Az ő uralkodása alatt foglalták el a lovagok Kelet-Pomerániát és Danzig (Gdańsk) városát a lengyelektől, amellyel kezdetét vette egészen a Lengyelországgal folyó, egészen a 15. század második feléig tartó háborúskodás.
1305-ben ideiglenesen a lovagrendi székhelyt a hesseni Marburgba helyezte, korábban Konrad Velencében tartotta fenn központját, Acre (Akkó) eleste után.
Kelet-Pomeránia meghódítását követően szeptember 14-én a ma Malborkban található Máriavári kastély lett a Teuton Lovagrend új székhelye, s a várkastély és a város egyben a lovagrend poroszországi államának fővárosa is lett.
| Előző uralkodó: Gottfried von Hohenlohe | A Német Lovagrend nagymestere 1302 – 1310 | Következő uralkodó: Karl Bessart von Trier |